# Sehel
Sehel je egipatski otok na rijeci Nil, južno od Asuana. 

## Opis
Na otoku se nalaze mnogi natpisi u kamenu. Ove su tragove obično ostavljali putnici koji su počinjali ili završavali svoj put u Nubiju ili iz nje. Često su to zapravo njihove molitve.
Jugoistočnom stranom otoka dominiraju dva brežuljka, gdje je pronađeno više od 250 natpisa, a mnogi od njih su posvećeni Anuket, božici Nila, i njezinom ocu Hnumu.  
Tijekom vladavine Amonemhata II. na otoku je sagrađena kapelica posvećena Anuket, ali je od nje malo toga ostalo. 
Najslavniji natpis na otoku pronađen je na steli gladi. Nju su podigli svećenici u vrijeme vladavine Ptolomeja V., a na steli je zabilježena suša koja je vladala u doba faraona Džozera. 